# ГЕС Глен-Каньйон
ГЕС Глен-Каньйон — гідроелектростанція у штаті Аризона (Сполучені Штати Америки). Знаходячись перед Греблею Гувера, становить верхній ступінь каскаду на річці Колорадо (на території Мексики впадає до Каліфорнійської затоки).
У межах проєкту річки перекрили бетонною арковою греблею висотою 216 метрів, довжиною 475 метрів та товщиною від 8 (по гребеню) до 91 (по основі) метрів, яка потребувала 4106 тис. м3 матеріалу. Вона утримує витягнуте по долині Колорадо на 299 км водосховище Lake Powell із площею поверхні 653,1 км2 та об'ємом 33,3 млрд м3 (корисний об'єм 25,75 млрд м3), в якому можливе коливання рівня між позначками 1027 та 1131 метрів НРМ.
Пригреблевий машинний зал обладнаний вісьмома турбінами типу Френсіс потужністю по 165 МВт, які працюють при напорі у 155 метрів та забезпечують виробництво 3,2 млрд кВт·год електроенергії на рік.